# Isela
Isela okuncana es una especie de araña araneomorfa de la familia Mysmenidae. Es el único miembro del género monotípico Isela. Es originaria de Sudáfrica.

## Descripción
- Es una araña cleptoparásita observada en las pinturas de Allothele teretis.